# Augusto Boal
Augusto Boal (Río de Janeiro, 16 de marzo de 1931 - Río de Janeiro, 2 de mayo de 2009) fue un dramaturgo, escritor y director de teatro brasileño, conocido por el desarrollo del Teatro del Oprimido, método y formulación teórica de un teatro pedagógico que hace posible la transformación social. Fue nominado para el Premio Nobel de la Paz en 2008.

## Biografía

### Primeros años
Nació en el barrio Penha Circular de Río de Janeiro, hijo de campesinos portugueses que habían emigrado a Brasil. Con 10 años, Boal empezó a dirigir a primos y hermanos en pequeños montajes. En 1948, con 17 años, comenzó la carrera de Química en la Universidad Federal de Río de Janeiro, la cual terminó a los 21 años. 
A los 22 años, para seguir cursando estudios de Ingeniería Química, se trasladó a Estados Unidos. No obstante, una vez allí, decidió estudiar Arte Dramático en la Universidad de Columbia, donde tuvo como profesor y mentor a John Gassner. Fue entonces cuando comenzó a escribir y montar obras teatrales con el Writer’s Group, una asociación de jóvenes escritores, entre ellas "La casa del otro lado de la calle, en la que se van configurando los rasgos característicos de su obra.

### Años posteriores
En 1955, volvió a Brasil y asumió la dirección artística del Teatro de Arena en São Paulo, donde fundó, junto con Gianfrancesco Guarnieri, el Seminario de Dramaturgia del teatro de Arena (1958-1961). En 1960, escribe Revolución en América del Sur, obra escenificada en 1961 en el Teatro de Arena, en la que el protagonista, José da Silva, un hombre del pueblo, es víctima de toda clase de explotación por la clase dominante. De esta época son José, del parto a la sepultura, la adaptación de la obra de Lope de Vega El mejor juez, el rey (Boal, Guarnieri, Paulo José), Juicio en el nuevo sol (Boal e Nelson Xavier) y Golpe a galope (adaptación de Condenado por desconfiado de Tirso Molina). En 1965, inició junto a Guarnieri la serie Arena Conta, en la que narra la lucha por la liberación del pueblo a través de personajes históricos brasileños.
La dirección del espectáculo Opinião despertó su interés por los musicales. Surgen, así, Arena canta Bahía (con Maria Bethânia, Gal Costa, Caetano Veloso, Gilberto Gil, Tom Zé y Piti), Tiempo de guerra y Sergio Ricardo puesto en cuestión. De 1968 son Tío Patinhas e a Pílula y Luna pequeña y la caminata peligrosa dedicada a la lucha del Che Guevara en Bolivia. En 1969, en plena dictadura, escribe Bolívar, labrador del mar.

### Exilio
Fue etiquetado como activista cultural, razón por la que los militares brasileños de los años 60 lo consideraban una amenaza. A principios de 1971, fue hecho preso. Tras su liberación, se exilió en Argentina, donde escribió Torquemada, pieza en la que habla del sistemático uso de la tortura en las prisiones. En Buenos Aires, monta representaciones de piezas teatrales, da conferencias y realiza investigaciones sobre el Teatro del Oprimido en toda América Latina.
De la década del 70 son también Milagro en Brasil y Crónica de nuestra América, las adaptaciones de La tempestad (Shakespeare) y Mujeres de Atenas (Aristófanes) con músicas de Manduka y Chico Buarque, respectivamente, y las adaptaciones de algunos cuentos de Crónicas de Nuestra América- La mierda de oro o El hombre que era una fábrica y La mortal inmortal. En 1976, escribe Jane Spitfire. En este año se traslada a Portugal.
En 1978, Boal es invitado por la Sorbona para dar clases de Teatro del Oprimido. Se traslada a París donde funda en 1979 el Centre d’etude et difusión des techniques actives d’expression, después renombrado en la década de los años 80 como Centre du Théâtre de l’Opprimé (CTO-París), dedicado al estudio y difusión del Teatro del Oprimido. Este centro, localizado en el 12.º distrito de París, es dirigido desde 1998 por Rui Frati (hijo de un amigo de Boal).
Boal dirige Boses Blut, de Griselda Gambaro, en el Schauspielhaus de Nurngerg, Das Publiku de García Lorca, en el Schauspielhaus de Wuppertal y, en el Schauspielhaus de Graz, Mit der Faust In offener Messer (de su autoría), Zumbi (coautor con Guarnieri e Edu Lobo) y Nicht Mer Nach Calingasta de Julio Cortázar, Cândida Erendira de García Márquez, en el Théâtre Nacional de l’Est Perisien, Latin-American Fair of Opinion en Nueva York.
En Nueva York dirige un taller de Producción Teatral donde tendría entre sus alumnos al dramaturgo y director de teatro venezolano Levy Rosell.

### Vuelta del exilio y muerte
En 1986 vuelve a Brasil para dirigir la Fábrica de Teatro Popular, a propuesta del Estado de Río de Janeiro, cuyo objeto era tornar accesible a todos el lenguaje teatral, como método pedagógico y forma de conocimiento y transformación de la realidad social. Pero este proyecto queda truncado con el cambio de gobierno. Surge, entonces, el CTO-Rio (Centro de Teatro do Oprimido do Rio de Janeiro) con el objetivo de realizar estudios teórico-prácticos del Teatro do Oprimido. La discusión sobre la ciudadanía, la cultura y sus varias formas de opresión son expresadas a través del lenguaje teatral. 
En 1990 con el espectáculo Somos 31 millones ¿y ahora? se consolida definitivamente el CTO-Rio. Desde entonces, Boal y su grupo trabajaron junto a organizaciones que luchan por la libertad, igualdad y los derechos humanos. Ese mismo año edita Méthode Boal de Théâtre et de thérapie l´arc-en-ciel du désir donde muestra las nuevas técnicas introspectivas del "arcoíris del deseo", desarrolladas con la ayuda de su grupo parisino y su esposa Cecilia Boal.
En 1992 es elegido concejal con la propuesta de trabajar teatralmente los problemas vividos por el ciudadano común y discutir en las calles las leyes de la ciudad de Río de Janeiro. Después de haber transformado al espectador en autor con el TO, inicia el proyecto Teatro Legislativo, transformando al elector en legislador. Con este trabajo, un total de 14 leyes son creadas y añadidas a la constitución brasileña. 
En 1999, monta una sambópera sobre la ópera Carmen de Bizet, en el CCBB, y en el 2000 la representa en el Palais Royal de París. En ese mismo año intensifica, con el CTO-Rio, el trabajo dentro de las prisiones de Sao Paulo.
Su libro Teatro do Oprimido y otras poéticas políticas, ha sido traducido a más de 25 lenguas.
Poco antes de morir, Augusto Boal fue escogido por el ITI (International Theatre Institute) para redactar el mensaje por el Día Mundial del Teatro. Las circunstancias no podían ser más propicias: meses atrás, el mundo occidental había sufrido una de las crisis financieras más graves de las últimas décadas y para Boal, esto no debía pasarse por alto.
Augusto Boal, falleció el 2 de mayo de 2009 alrededor de las 2:40 a. m. a la edad de 78 años, en la Unidad de Cuidados Intensivos del Hospital Samaritano, en Botafogo, en la Zona Sur de Río por una insuficiencia respiratoria. Sufría de leucemia.

## Publicaciones. Teoría teatral
- Categorías de Teatro Popular Buenos Aires: Ediciones CEPE,1972
- Crônicas de Nuestra América São Paulo: CODECRI, 1973
- Técnicas Latino-Americanas de Teatro Popular São Paulo: HUCITEC, 1975
- Milagre no Brasil Rio de Janeiro: Civilização Brasileira, 1979
- Stop C’est Magique Rio de Janeiro: Civilização Brasileira, 1980
- Teatro do Oprimido e Outras Poéticas Políticas. Rio de Janeiro: Civilização Brasileira, 1985
- O Corsário do Rei Rio de Janeiro: Civilização Brasileira, 1986
- Teatro de Augusto Boal 1 São Paulo: HUCITEC,1986
- Teatro de Augusto Boal 2 São Paulo: HUCITEC,1986
- O Arco-Iris do Desejo Método Boal de Teatro e Terapia Rio de Janeiro: Civilização Brasileira, 1990
- Duzentos Exercícios e Jogos para Ator e Não-Ator com Vontade de Dizer Algo a través do Teatro Rio de Janeiro: Civilização Brasileira, 1991
- Aquí Ninguém é Burro! Rio de Janeiro: Revan, 1996
- Teatro Legislativo Rio de Janeiro: Civilização Brasileira, 1996
- Jogos para atores e não atores - Civilização Brasileira - 1999
- "Hamlet e o filho do padeiro" - Civilização Brasileira - 2000
- “ O Teatro como arte marcial” – Garamond – 2003
- Teatro del oprimido, Buenos Aires, interZona, 2015
- Juegos para actores y no actores, Buenos Aires, interZona, 2015

## Textos dramáticos[7]
- (1954). Martín Pescador
- (1955). The horse and the Saint
- (1955). The house across the street
- (1960). Revolución en América del Sur
- (1965). Arena canta Bahia (Boal y Guarnieri)
- (1965). Arena conta Zumbi (Boal y Guarnieri)
- (1967). Arena conta Tiradentes (Boal y Guarnieri)
- (1968). Feria Paulista de Opinião
- (1969). Arena Conta Bolívar
- (1971). Torquemada
- (1986-1988).[8]El Gran Acuerdo Internacional del Tío Patilludo
- (1978). Murro em Ponta de Faca
- (2007). A heranca maldita

## Novela
En marzo de 2009 recibió el reconocimiento de "Embajador Mundial del Teatro" de la UNESCO
- Jane Spitfire Rio de Janeiro: DECRI,1977
- O Suicida com Medo da Morte Rio de Janeiro: Civilização Basileira, 1992.
- “JaneStipfire”. Rio de Janeiro – Ed... – 2003

## Reconocimientos
En marzo de 2009 recibió el reconocimiento de "Embajador Mundial del Teatro" de la UNESCO
- 1962 : Prêmio PADRE VENTURA, Como mejor director teatral.
- 1963 – Premio SACY, como Director, Sao Paulo Brasil
- 1965 – Premio SACY, São Paulo, Brasil
- 1959-1965 – Varios premios de la Asociación de Críticos de Teatro en Río de Janeiro.
- 1965 - Prêmio MOLIÈRE por el espectáculo A Mandrágora de Maquiavelo - Brasil
- 1967 - Prêmio MOLIÈRE por la creación de "Sistema Curinga" - Brasil
- 1971 -OBIE AWARD por el mejor espectáculo - Broadway. Feria latinoamericana de opinión.
- 1981 - Premio Oficial de las artes y las letras – Ministerio de Cultura. Francia
- 1981 – Prémio OLLANTAY, de Creación y Investigación Teatral, CELCIT. Venezuela
- 1994 - Prêmio CULTURAL AWARD por ciudad de Gävle. Suecia
- 1994 - Medalla PABLO PICASSO. UNESCO
- 1995 -  CONTRIBUCIÓN DE LA CULTURA EN CIRCULACIÓN - Academia de las artes -  Queensland Universidad tecnológica de Australia.
- 1996 – Doctor Honoris Causa Universidad de Nebraska, EUA

- TRADITA INNOVARE, INNOVATA TRADERE, Universidad de Göteborg, Suécia
- 1997 - Premio a la trayectoria otorgado por la Asociación Americana de Educación superior. EUA
- 1998 – Premio de Honor, Instituto de Teatro, Barcelona, España

PREMIO DE HONOR, Instituto de Teatro, Ciudad de Puebla, México
- 1999 - Mérito. Unión y En directo. Brasil.
- 2000 – Proclamación de la Ciudad de Bowling Green, Ohio. EUA

Doctor honoris causa en Bellas Artes, Universidad del Estado de Worcester, EUA
Comunidad de Montgomery, del colegio Dartmouth Hanover, EUA
- 2001 – En julio de 2001 premio HONORIS CAUSA de Literatura por la Universidad de Londres.

Premio Internacional a la Contribución de Desarrollo de Arte Dramático de la Educación       „Grozdanin kikot“
- 2002 – Tributo de la Escuela de Samba de Barra da Tijuca, Brasil
- 2007 - Premio Príncipe Claus
- 2008 Premio sin fronteras por la paz y la democracia. Irlanda